# Károly József Pálffy de Erdőd
Karl Joseph Hieronymus Pálffy de Erdőd, in ungherese Károly József Jeromos Pálffy ab Erdőd (Vienna, 1º ottobre 1735 – Vienna, 25 maggio 1816), è stato un nobile, politico e massone ungherese.

## Biografia

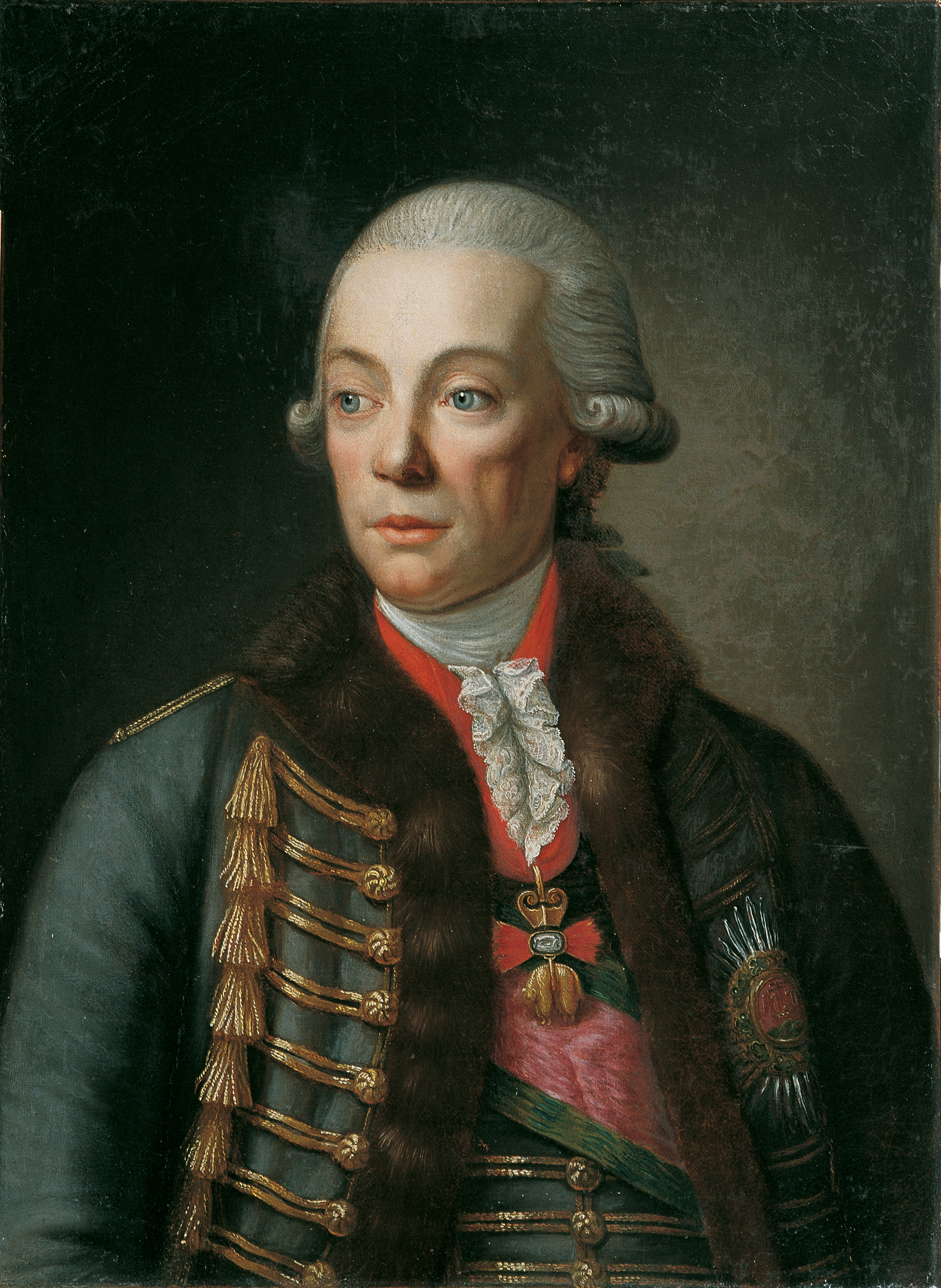
Il conte Pálffy de Erdőd in costume ungherese

Karl Joseph era il figlio primogenito del conte Miklós Pálffy de Erdőd (1710-1773) e di sua moglie, Maria Anna Sidonia von Althann. Per parte di suo padre era nipote del feldmaresciallo imperiale Miklós Pálffy e discendente del generale Miklós Pálffy, celebre condottiero nelle guerre contro gli ottomani nel XVI secolo. La famiglia di sua madre era discendente dal generale imperiale Giovanni Ulrico di Eggenberg ed era imparentata coi principi napoletani Pignatelli.
Dal 1776 al 1787 fu vice cancelliere del Regno d'Ungheria nella monarchia asburgica.
Grande amante e patrono delle arti ed in particolare della musica, fu tra i primi a credere nel crescente talento di Wolfgang Amadeus Mozart che egli ascoltò per la prima volta a Linz nel settembre del 1762 e che contribuì in seguito a far conoscere a Vienna, introducendolo nella buona società imperiale dell'epoca.
Massone, fu membro della loggia La speranza incoronata, passando poi a La nuova speranza incoronata dal 1786.
Dal 1º novembre 1807 ottenne per i suoi meriti al servizio dell'impero austriaco, per mano dell'imperatore Francesco I d'Austria, il titolo di principe ereditario sul cognome, trasmissibile ai suoi discendenti.

## Matrimonio e figli
Il 24 aprile 1763 a Vienna sposò la principessa Maria Teresa Anna del Liechtenstein (1741-1766), figlia del principe ereditario Emanuele del Liechtenstein e di sua moglie, Maria Anna Antonia di Dietrichstein-Weichselstädt. Egli divenne pertanto cognato del principe Francesco Giuseppe I del Liechtenstein. La coppia ebbe insieme i seguenti eredi:
- József Ferenc de Paula (1764-1827), II principe Pálffy de Erdőd, sposò la contessa Maria Karolina von Hohenfeld
- Miklós József (1765-1800), militare

## Ascendenza
|                                  |                            |                                      | Genitori                                |  |  | Nonni |  |  | Bisnonni               |  |  | Trisnonni              |  |
|                                  |                            |                                      |                                         |  |  |       |  |  | Miklós Pálffy de Erdőd |  |  | Miklós Pálffy de Erdőd |  |
|                                  |                            |                                      |                                         |  |  |       |  |  | Miklós Pálffy de Erdőd |  |  | Miklós Pálffy de Erdőd |  |
|                                  |                            | Maria Eleonora von Harrach zu Rohrau |                                         |  |  |       |  |  | Miklós Pálffy de Erdőd |  |  |                        |  |
| Lipót József Pálffy de Erdőd     |                            |                                      |                                         |  |  |       |  |  | Miklós Pálffy de Erdőd |  |  |                        |  |
|                                  |                            | Katharina Elisabeth von Weichs       | Ferdinand von Weichs                    |  |  |       |  |  |                        |  |  |                        |  |
|                                  |                            | Katharina Elisabeth von Weichs       | Ferdinand von Weichs                    |  |  |       |  |  |                        |  |  |                        |  |
|                                  |                            | Katharina Elisabeth von Weichs       | Juliana Sophia Adolphina von Morrien    |  |  |       |  |  |                        |  |  |                        |  |
| Miklós Pálffy de Erdőd           |                            | Katharina Elisabeth von Weichs       |                                         |  |  |       |  |  |                        |  |  |                        |  |
|                                  |                            | Karl Ludwig Ratuit von Souches       | Johann Ludwig Raduit von Souches        |  |  |       |  |  |                        |  |  |                        |  |
|                                  |                            | Karl Ludwig Ratuit von Souches       | Johann Ludwig Raduit von Souches        |  |  |       |  |  |                        |  |  |                        |  |
|                                  |                            | Karl Ludwig Ratuit von Souches       | Anna Dorothea von Hofkirchen            |  |  |       |  |  |                        |  |  |                        |  |
| Maria Antonia Ratuit de Souches  |                            | Karl Ludwig Ratuit von Souches       |                                         |  |  |       |  |  |                        |  |  |                        |  |
|                                  |                            | Maria Anna Sidonia von Puchhaim      | Adolf Ehrenreich von Puchheim           |  |  |       |  |  |                        |  |  |                        |  |
|                                  |                            | Maria Anna Sidonia von Puchhaim      | Adolf Ehrenreich von Puchheim           |  |  |       |  |  |                        |  |  |                        |  |
|                                  |                            | Maria Anna Sidonia von Puchhaim      | Maria Theresia von Losenstein           |  |  |       |  |  |                        |  |  |                        |  |
| Karl Joseph Pálffy de Erdőd      |                            | Maria Anna Sidonia von Puchhaim      |                                         |  |  |       |  |  |                        |  |  |                        |  |
|                                  | Michael Johann von Althann | Michael Adolf von Althann            |                                         |  |  |       |  |  |                        |  |  |                        |  |
|                                  | Michael Johann von Althann | Michael Adolf von Althann            |                                         |  |  |       |  |  |                        |  |  |                        |  |
|                                  | Michael Johann von Althann | Elisabeth von Stotzingen             |                                         |  |  |       |  |  |                        |  |  |                        |  |
| Michael Johann von Althann       | Michael Johann von Althann |                                      |                                         |  |  |       |  |  |                        |  |  |                        |  |
|                                  |                            | Maria Teresa del Liechtenstein       | Hartmann III del Liechtenstein          |  |  |       |  |  |                        |  |  |                        |  |
|                                  |                            | Maria Teresa del Liechtenstein       | Hartmann III del Liechtenstein          |  |  |       |  |  |                        |  |  |                        |  |
|                                  |                            | Maria Teresa del Liechtenstein       | Sidonia Isabella di Salm-Reifferscheidt |  |  |       |  |  |                        |  |  |                        |  |
| Maria Anna Sidonia von Althann   |                            | Maria Teresa del Liechtenstein       |                                         |  |  |       |  |  |                        |  |  |                        |  |
|                                  |                            | Domenico Pignatelli, duca di Noja    | Fabrizio Pignatelli, I principe di Noja |  |  |       |  |  |                        |  |  |                        |  |
|                                  |                            | Domenico Pignatelli, duca di Noja    | Fabrizio Pignatelli, I principe di Noja |  |  |       |  |  |                        |  |  |                        |  |
|                                  |                            | Domenico Pignatelli, duca di Noja    | Violante di Sangro                      |  |  |       |  |  |                        |  |  |                        |  |
| Maria Anna Giuseppina Pignatelli |                            | Domenico Pignatelli, duca di Noja    |                                         |  |  |       |  |  |                        |  |  |                        |  |
|                                  |                            | Ana de Aymerich y Asquer             | Demetrio De Aymerich y Cervellón        |  |  |       |  |  |                        |  |  |                        |  |
|                                  |                            | Ana de Aymerich y Asquer             | Demetrio De Aymerich y Cervellón        |  |  |       |  |  |                        |  |  |                        |  |
|                                  |                            | Ana de Aymerich y Asquer             | Teresa Agostina Asquer y Martí          |  |  |       |  |  |                        |  |  |                        |  |
|                                  |                            | Ana de Aymerich y Asquer             |                                         |  |  |       |  |  |                        |  |  |                        |  |